# Maresia nana
Maresia nana là một loài thực vật có hoa trong họ Cải. Loài này được (DC.) Batt. mô tả khoa học đầu tiên năm 1888.